# Josef Abendroth
Josef Abendroth (20. srpna 1825 Lipník nad Bečvou – 17. prosince 1890 Olomouc) byl rakouský právník a politik německé národnosti z Moravy; poslanec Moravského zemského sněmu.

## Biografie
V rodné obci absolvoval obecnou školu a poté gymnázium v Kroměříži. Po filozofických ročnících a olomoucké právnické fakultě nastoupil do justiční služby, postupně v Místku, v Brně, Zilahu, Ilii a Tasnadu. V roce 1861 se vrátil na Moravu, kde působil v Lipníku a ve Ždánicích. V roce 1870 se uvádí jako okresní soudce v Lipníku. Později byl prezidentem krajského soudu v Uherském Hradišti. Do funkce prezidenta krajského soudu v Uherském Hradišti byl jmenován v červenci 1871 (tehdy uváděn jako rada zemského soudu v Brně) a z postu prezidenta tohoto krajského soudu odešel do penze roku 1887 na vlastní žádost.
V 70. letech se tehdejší soudce v Lipníku Abendroth zapojil na jedno volební období i do vysoké politiky. V zemských volbách 1870 byl zvolen na Moravský zemský sněm, za kurii městskou, obvod Hranice, Lipník, Kelč. V roce 1870 se uvádí jako ústavověrný kandidát (tzv. Ústavní strana, liberálně a centralisticky orientovaná).
Zemřel v prosinci 1890 v domě na Fröhlichstrasse v Olomouci. Uvádí se jako penzionovaný prezident krajského soudu.